# 수원신갈 나들목

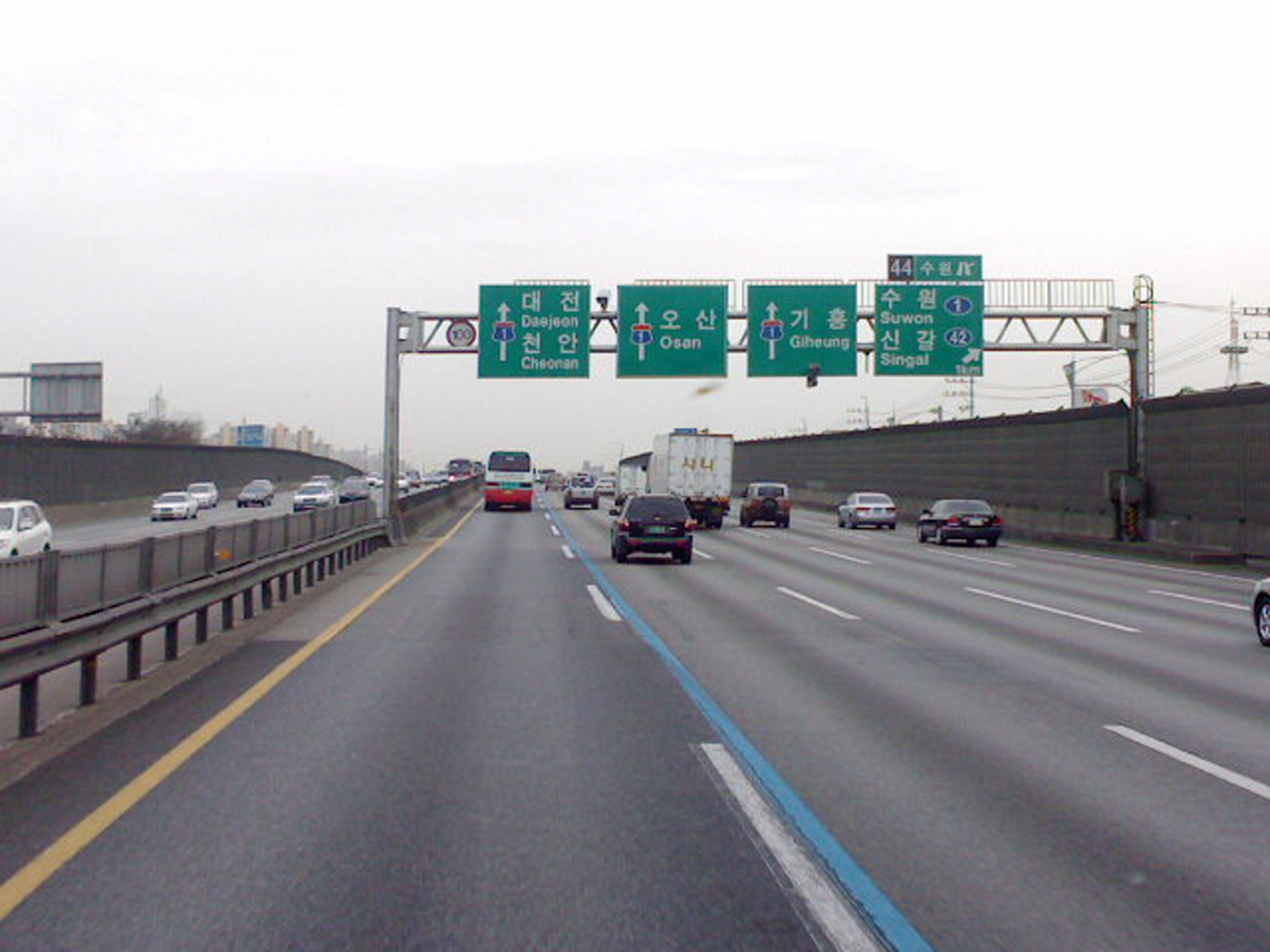
2010년 이전의 부산방면 수원 나들목 표지판

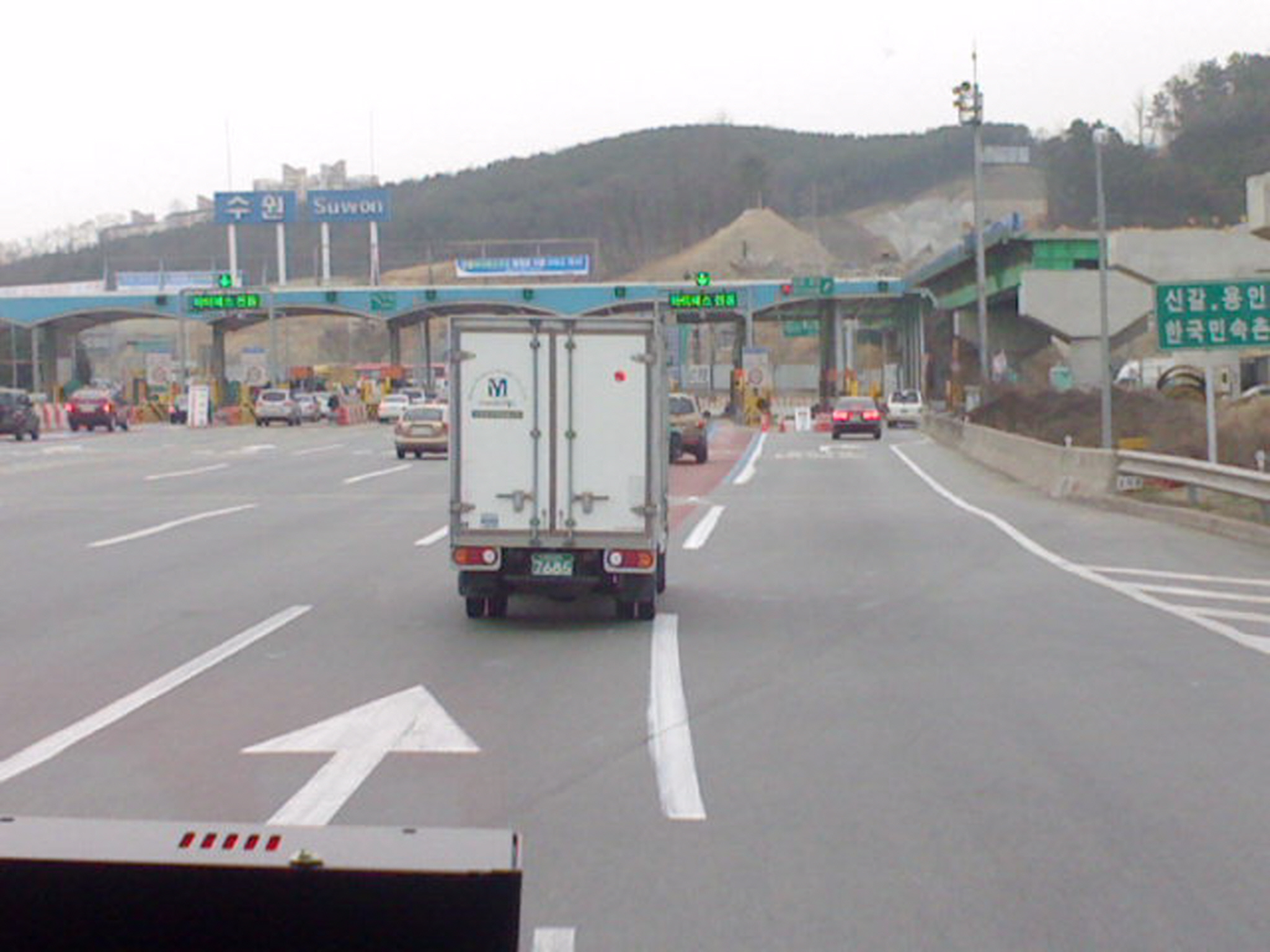
2010년 이전의 수원 나들목 진출입 요금소의 출구방면

수원신갈 나들목(Suwon-Singal IC)은 경기도 용인시 기흥구 상갈동에 설치된 경부고속도로의 44번 교차로이다. 나들목 진출입로는 기흥구 영덕동, 신갈동과 접하고 있다. 경부고속도로에서 최초로 건설된 고속도로 나들목이다. 개통 당시 명칭은 수원 나들목이었다. 2015년 1월 1일에 현재의 명칭으로 변경되었다. 그러나 한동안 기존 수원 나들목 명칭을 사용하다가 2015년 4월 21일이 되어서야 명칭 표지판과 요금소 팻말을 교체하였다.

## 연혁
- 1968년 12월 21일 : 경부고속도로 서울 ~ 수원 구간 개통에 따라 수원 나들목으로 영업 개시[3]
- 1994년 11월 4일 : 1995년 12월까지 나들목 요금소 확장을 위해 경기도 용인군 기흥읍 상갈리 ~ 영덕리 528m 구간 도로구역 변경[4]
- 1997년 11월 5일 : 신갈 도시계획구역 교통광장에 신갈리를 수원 나들목으로 고시[5]
- 2006년 6월 22일 : 2010년까지 수원 나들목 개량 사업으로 용인 도시계획구역 교통광장 변경[6]
- 2015년 1월 1일 : 수원신갈 나들목으로 명칭 변경

## 구조물 정보
1968년 12월 21일 개통할 당시 구조는 트럼펫형이었다. 그러나 교통량 증가로 나들목 일대에 상습 정체 현상이 발생하자 이를 해소하기 위한 나들목 개량 공사가 2006년 6월에 착공되었으며, 2010년 2월 8일에 서울 및 부산 방향 진출로가 1km가량 남쪽으로 이전된 것을 시작으로 2010년 6월말에 진입 전용 영업소가 다시 지어지면서 구조가 변형되었다.
- 위치: 경기도 용인시 기흥구 상갈동
- 영업소: 경기도 용인시 기흥구 하갈로 240 (상갈동)
- 요금소(진출 전용): 경기도 용인시 기흥구 상갈동
- 요금소(진입 전용): 경기도 용인시 기흥구 영덕동 3-2
- 한국도로공사 수원지사: 경기도 용인시 기흥구 덕영대로 2062 (영덕동)

## 접속하는 도로
- 중부대로 (국도 제42호선, 국가지원지방도 제98호선)
- 신수로
- 갈천로 (진출만 가능)

## 명칭 논란
종전 명칭이었던 수원 나들목과 달리, 실제 위치는 용인시인데다 수원시와도 거리가 다소 떨어져 있어, 명칭에 관해 용인시에서는 지속적으로 이의를 제기하여 논란이 있었고, 비로소 2015년 1월 1일에 수원신갈 나들목으로 개명되었다. 그러나 한동안 기존 수원 나들목 명칭을 사용하다가 2015년 4월 21일이 되어서야 명칭 표지판과 요금소 표지판을 교체하였다.

## 교통량 정보
| 요금소            | 통행량 (대/일) | 통행량 (대/일) | 통행량 (대/일) | 통행량 (대/일)  | 통행량 (대/일)  | 통행량 (대/일)  | 통행량 (대/일)  | 통행량 (대/일)  | 통행량 (대/일)  | 통행량 (대/일) | 각주  |
| 요금소            | 2001년         | 2002년         | 2003년         | 2004년          | 2005년          | 2006년          | 2007년          | 2008년          | 2009년          | 2010년         | 각주  |
| ----------------- | -------------- | -------------- | -------------- | --------------- | --------------- | --------------- | --------------- | --------------- | --------------- | -------------- | ----- |
| 수원 (폐쇄식)     | 35,523         | 38,558         | 41,702         | 43,219          | 44,662          | 45,176          | 45,311          | 43,295          | 41,450          | 42,608         | [ 1 ] |
| 수원신갈 (폐쇄식) | 수원 요금소    | 수원 요금소    | 수원 요금소    | 수원 요금소     | 수원 요금소     | 수원 요금소     | 수원 요금소     | 수원 요금소     | 수원 요금소     | 수원 요금소    | [ 1 ] |
| 요금소            | 2011년         | 2012년         | 2013년         | 2014년          | 2015년          | 2016년          | 2017년          | 2018년          | 2019년          |                | [ 1 ] |
| 수원 (폐쇄식)     | 45,512         | 45,706         | 45,659         | 수원신갈 요금소 | 수원신갈 요금소 | 수원신갈 요금소 | 수원신갈 요금소 | 수원신갈 요금소 | 수원신갈 요금소 |                | [ 1 ] |
| 수원신갈 (폐쇄식) | 수원 요금소    | 수원 요금소    | 수원 요금소    | 46,784          | 47,803          | 48,699          | 49,239          | 48,621          | 48,091          |                | [ 1 ] |